# Lilla Småsjön
Lilla Småsjön är en sjö i Södertälje kommun i Södermanland och ingår i Trosaåns huvudavrinningsområde. Sjöns area är 0,004 kvadratkilometer och den är belägen 61 meter över havet.